# FDP-Bundesparteitag 2010
Koordinaten: 50° 56′ 37,8″ N, 6° 58′ 28,3″ O

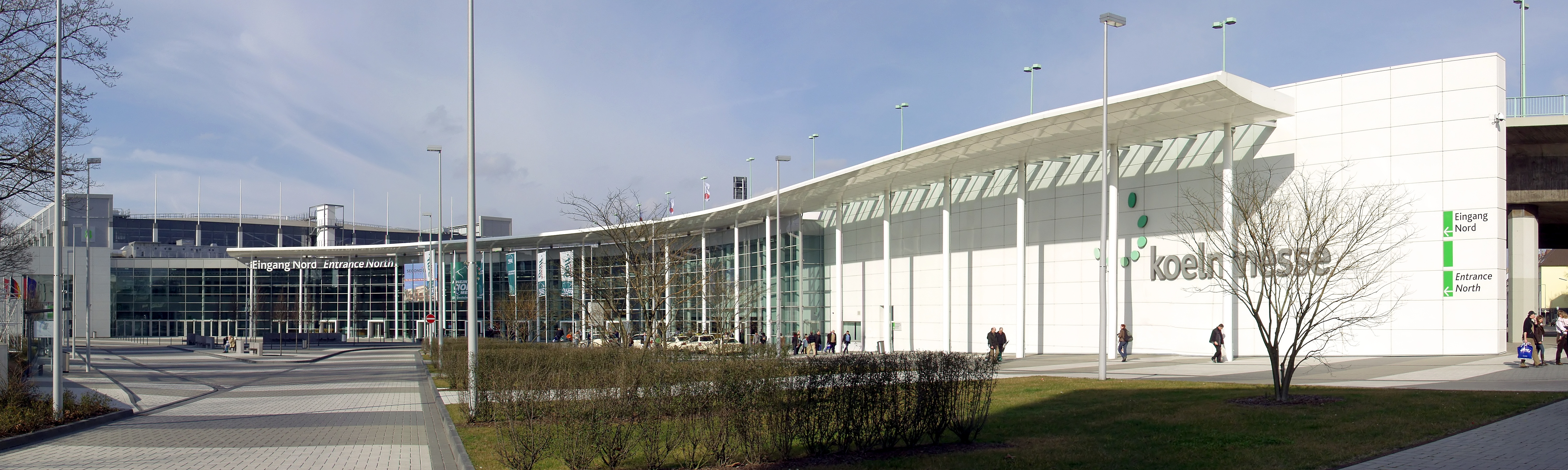
Koelnmesse Nordeingang

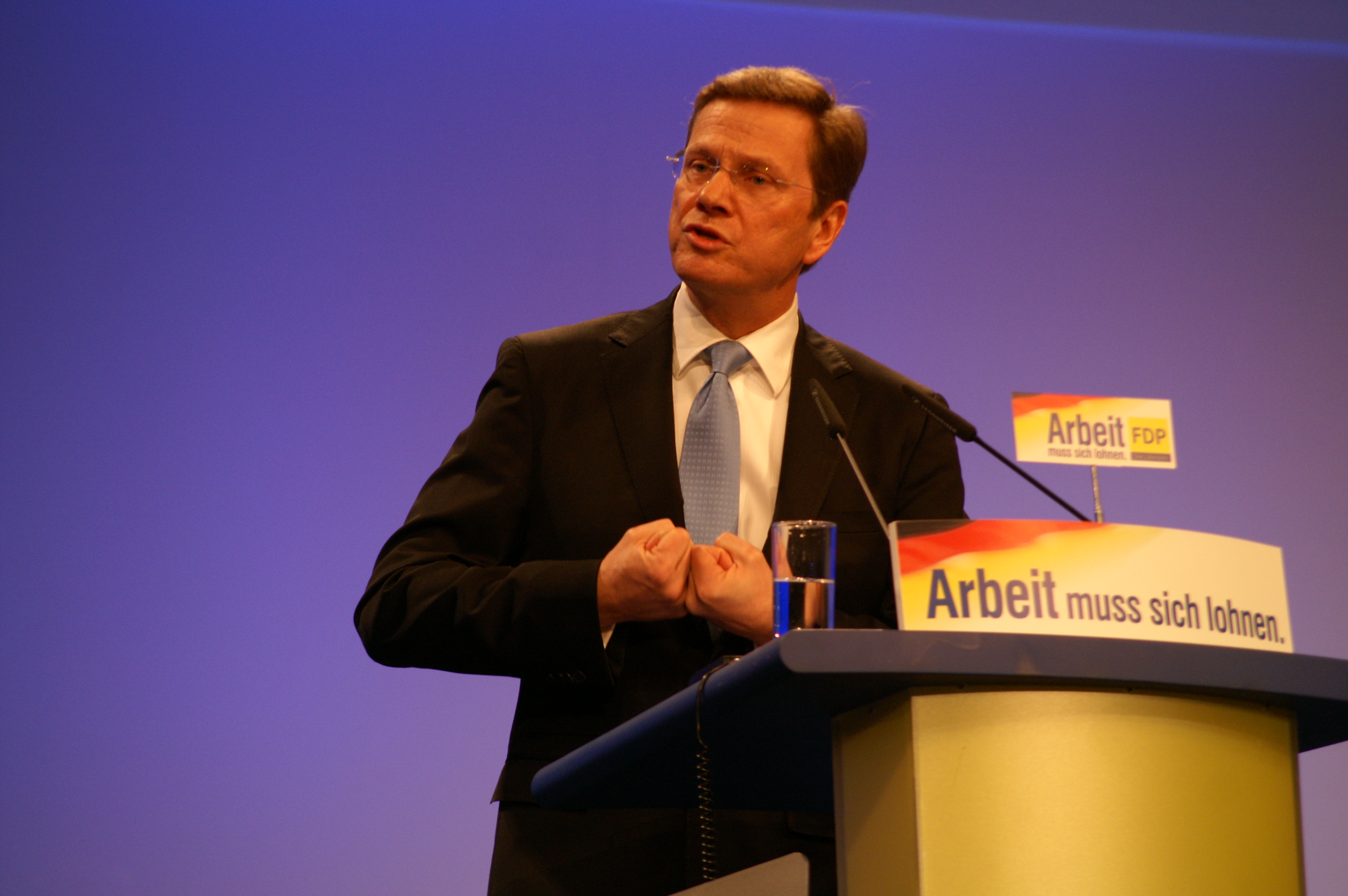
Guido Westerwelle auf dem Bundesparteitag 2010 in Köln

Den Bundesparteitag der FDP 2010 hielt die FDP vom 24. bis 25. April 2010 in Köln ab. Es handelte sich um den 61. ordentlichen Bundesparteitag der FDP in der Bundesrepublik Deutschland.

## Beschlüsse
Der Parteitag fand vor der Landtagswahl in Nordrhein-Westfalen am 9. Mai 2010 statt. Er stand unter dem Motto „Arbeit muss sich lohnen“. Er beschloss ein Steuerkonzept, das eine Steuerentlastung in Höhe von 16 Milliarden Euro pro Jahr vorsah. Außerdem wurde ein Antrag zur Bürgerrechtspolitik verabschiedet, in dem die Vorratsdatenspeicherung, der Elektronische Entgeltnachweis (ELENA) und das SWIFT-Bankdatenabkommen kritisiert wurden.
Die Delegierten wählten Christian Lindner zum neuen Generalsekretär.